# Dragoslav Jakovljević
Dragoslav Jakovljević, serbisch kyrillisch; Драгослав Јаковљевиц (* 4. Mai 1932 in Kragujevac; † 7. März 2012 in Chicago) war ein jugoslawischer Boxer.

## Werdegang
Er war während seiner Wettkampfkarriere rund 1,76 m groß und trainierte beim Radnički Kragujevac. Er wurde 1955, 1959 und 1962 Jugoslawischer Meister im Halbmittelgewicht, sowie 1958, 1960 und 1963 Jugoslawischer Meister im Mittelgewicht.
Bei den Weltfestspielen der Jugend und Studenten 1957 in Moskau gewann er die Silbermedaille im Halbmittelgewicht und besiegte unter anderem Rolf Caroli. Eine weitere Silbermedaille errang er im Mittelgewicht bei den Europameisterschaften 1957 in Prag; er besiegte dabei auch Gennadi Schatkow und verlor erst im Finale knapp mit 2:3 gegen Zbigniew Pietrzykowski.
Bei den Europameisterschaften 1959 in Luzern kam er u. a. mit einem Sieg gegen Egon Rusch ins Halbfinale, wo er gegen Nino Benvenuti unterlag und Bronze im Halbmittelgewicht gewann. Daraufhin nahm er an den Olympischen Sommerspielen 1960 in Rom teil, wo er jedoch in der zweiten Vorrunde gegen Souleymane Diallo aus Frankreich ausschied.
Auch bei den Europameisterschaften 1961 in Belgrad und den Europameisterschaften 1963 in Moskau, gewann er jeweils Bronze im Mittelgewicht. Er besiegte u. a. Emil Schulz und verlor in den Halbfinalkämpfen gegen Tadeusz Walasek und Waleri Popentschenko.